# Forestville (New York)
Pour les articles homonymes, voir Forestville (homonymie).
Forestville est une census-designated place du comté de Chautauqua, dans l'État de New York, aux États-Unis,. En 2020, elle compte une population de 704 habitants.